# یخ‌ماهی یانگ‌تسه
یخ‌ماهی یانگ‌تسه (نام علمی: Hemisalanx brachyrostralis) نام یک گونه از تیره یخ‌ماهیان است.